# They Saved Hitler's Brain
They Saved Hitler's Brain är en amerikansk TV-film från 1968 i regi av David Bradley.

## Handling
Under slutet av andra världskriget lyckades nazister rädda Hitlers hjärna och tog med den till en tropisk ö. Syftet var att kunna skapa Tredje Riket vid ett senare tillfälle.
20 år senare anser de att det är dags, så de kidnappar en framstående forskare som ska väcka liv i Hitler. Samtidigt försöker många att stoppa projektet.

## Om filmen
Filmen spelades in redan 1963, ursprungligen med titeln The Madmen of Mandoras. Men filmen lades åt sidan i några år, och år 1968 spelade man in några nya scener som klipptes in i filmen. Titeln ändrades och släpptes sedan som TV-film.

## Rollista i urval
- Walter Stocker - Phil Day
- Audrey Caire - Kathy Coleman 'K.C.' Day
- Carlos Rivas - Camino Padua/Teo Padua
- John Holland - Professor John Coleman
- Marshall Reed - Frank Dvorak
- Scott Peters - David Garrick
- Dani Lynn - Suzanne Coleman